# Élections régionales de 2001 en Bade-Wurtemberg
Les élections régionales de 2001 en Bade-Wurtemberg (en allemand : Landtagswahl in Baden-Württemberg 2001) se tiennent le 25 mars 2001, afin d'élire les 120 députés de la 13e législature du Landtag pour un mandat de cinq ans. Du fait de la loi électorale, 128 députés sont finalement élus.
Le scrutin est marqué par la victoire de la CDU, qui conforte sa majorité relative. Le ministre-président Erwin Teufel se maintient au pouvoir après avoir maintenu sa « coalition noire-jaune ».

## Contexte
Aux élections législatives régionales du 24 mars 1996, la CDU du ministre-président Erwin Teufel confirme sa position de premier parti du Bade-Wurtemberg avec 41,3 % des voix et 69 députés sur 155.
Elle devance ainsi de manière large son partenaire de coalition, le SPD du ministre de l'Économie Dieter Spöri, qui réalise sa plus mauvaise performance à l'époque avec 25,1 % des suffrages exprimés et 39 élus. Il est suivi par les Grünen, qui obtiennent à l'inverse leur meilleur résultat régional à cette période, après avoir rassemblé 12,1 % des voix et fait élire 19 parlementaires. Ils continuent ainsi de devancer le FDP, qui se rapproche de la barre des 10 % en totalisant 9,6 % des exprimés et 14 sièges. En conséquence, le parti d'extrême droite Les Républicains passe de la troisième à la cinquième place des forces politiques mais maintient sa représentation au Landtag avec 9,1 % des suffrages et 14 députés.
Teufel est ensuite investi pour un quatrième mandat, à la tête d'une « coalition noire-jaune » unissant la CDU et le FDP, dans laquelle le ministre libéral de l'Économie Walter Döring est vice-ministre-président.
Après trois échecs consécutifs à conquérir le pouvoir et autant de reculs, Spöri se retire de la vie politique. Trois ans après les élections, le SPD change de président régional, puisque Ulrich Maurer, qui remplit cette fonction depuis 1987, la cède à la députée fédérale Ute Vogt.

## Mode de scrutin
Le Landtag est constitué de 120 députés (en allemand : Mitglied des Landtags, MdL), élus pour une législature de cinq ans au suffrage universel direct et suivant le scrutin proportionnel de Sainte-Laguë.
Chaque électeur dispose d'une voix, qui compte double. Elle est d'abord attribuée au parti politique dont le candidat est le représentant, puis elle permet de déterminer le score du candidat dans sa circonscription, le Land comptant un total de 70 circonscriptions.
Lors du dépouillement, l'intégralité des 120 sièges est répartie en fonction de la première attribution, à condition qu'un parti ait remporté 5 % de ces voix au niveau du Land (les voix des candidats indépendants sont donc exclues de ce décompte). Cette répartition est ensuite répétée au niveau des quatre districts. Si un parti a remporté des mandats avec la deuxième attribution, ses sièges sont d'abord pourvus par ceux-ci. Les sièges restants sont ensuite comblés par les candidats des circonscriptions non-élus, dans l'ordre décroissant de leur résultat en pourcentage.
Dans le cas où un parti obtient plus de mandats au scrutin uninominal que la proportionnelle ne lui en attribue, la taille du Landtag est augmentée jusqu'à rétablir la proportionnalité.

## Campagne

### Principales forces
| Parti | Parti                                                                              | Chef de file                           | Résultats de 1996          |
| ----- | ---------------------------------------------------------------------------------- | -------------------------------------- | -------------------------- |
|       | Union chrétienne-démocrate d'Allemagne Christlich Demokratische Union Deutschlands | Erwin Teufel (Ministre-président)      | 41,3 % des voix 69 députés |
|       | Parti social-démocrate d'Allemagne Sozialdemokratische Partei Deutschlands         | Ute Vogt                               | 25,1 % des voix 39 députés |
|       | Alliance 90 / Les Verts Bündnis 90/Die Grünen                                      | Winfried Kretschmann                   | 12,1 % des voix 19 députés |
|       | Parti libéral-démocrate Freie Demokratische Partei                                 | Walter Döring (Ministre de l'Économie) | 9,6 % des voix 14 députés  |
|       | Les Républicains Die Republikaner                                                  | Rolf Schlierer                         | 9,1 % des voix 14 députés  |

### Sondages
| Institut                | Date       | CDU    | SPD    | Grünen | FDP    | REP   |
| ----------------------- | ---------- | ------ | ------ | ------ | ------ | ----- |
| Institut                | Date       |        |        |        |        |       |
| Forsa                   | 20.03.2001 | 41 %   | 32,0 % | 8,0 %  | 9,0 %  | 6,0 % |
| Infratest dimap         | 15.03.2001 | 41 %   | 35,0 % | 8,5 %  | 8,5 %  | 5,0 % |
| Forschungsgruppe Wahlen | 09.03.2001 | 41 %   | 36,0 % | 8,0 %  | 8,0 %  | 5,0 % |
| Infratest dimap         | 01.03.2001 | 39 %   | 35,0 % | 8,0 %  | 10,0 % | 5,0 % |
| Forsa                   | 17.02.2001 | 39 %   | 31,0 % | 10,0 % | 10,0 % | 6,0 % |
| Infratest dimap         | 26.01.2001 | 40 %   | 32,0 % | 10,0 % | 10,0 % | 5,0 % |
| Infratest dimap         | 15.12.2000 | 42 %   | 32,0 % | 9,0 %  | 10,0 % | 4,0 % |
| Forsa                   | 09.12.2000 | 40 %   | 30,0 % | 10,0 % | 10,0 % | 6,0 % |
| Infratest dimap         | 20.10.2000 | 43 %   | 32,0 % | 9,0 %  | 10,0 % | 3,0 % |
| Dernières élections     | 24.03.1996 | 41,3 % | 25,1 % | 12,1 % | 9,6 %  | 9,1 % |

## Résultats

### Voix et sièges
| Parti                             | Parti                                              | Voix      | Voix  | Sièges | Sièges        | Sièges | Sièges | Sièges        |
| Parti                             | Parti                                              | Votes     | %     | MU1    | +/-           | Liste  | Total  | +/-           |
| --------------------------------- | -------------------------------------------------- | --------- | ----- | ------ | ------------- | ------ | ------ | ------------- |
|                                   | Union chrétienne-démocrate d'Allemagne (CDU)       | 2 029 806 | 44,80 | 63     | 6             | 0      | 63     | 6             |
|                                   | Parti social-démocrate d'Allemagne (SPD)           | 1 508 358 | 33,29 | 7      | 6             | 38     | 45     | 6             |
|                                   | Parti libéral-démocrate (FDP)                      | 367 580   | 8,11  | 0      | en stagnation | 10     | 10     | 4             |
|                                   | Alliance 90 / Les Verts (Grünen)                   | 350 383   | 7,73  | 0      | en stagnation | 10     | 10     | 9             |
|                                   | Les Républicains (REP)                             | 198 534   | 4,38  | 0      | en stagnation | 0      | 0      | 14            |
|                                   | Parti écologiste-démocrate (ÖDP)                   | 32 451    | 0,72  | 0      | en stagnation | 0      | 0      | en stagnation |
|                                   | Parti des chrétiens respectueux de la Bible (PBC)  | 20 528    | 0,45  | 0      | en stagnation | 0      | 0      | en stagnation |
|                                   | Parti de protection des animaux (Tierschutzpartei) | 8 988     | 0,20  | 0      | en stagnation | 0      | 0      | en stagnation |
|                                   | Parti national-démocrate d'Allemagne (NPD)         | 7 649     | 0,17  | 0      | Nv.           | 0      | 0      | Nv.           |
|                                   | Parti communiste allemand (DKP)                    | 1 164     | 0,03  | 0      | en stagnation | 0      | 0      | en stagnation |
|                                   | Les Gris - Les Panthères grises (GRAUE)            | 667       | 0,02  | 0      | en stagnation | 0      | 0      | en stagnation |
|                                   | Autres                                             | 4 655     | 0,10  | 0      | en stagnation | 0      | 0      | en stagnation |
|                                   |                                                    |           |       |        |               |        |        |               |
| Votes valides                     | Votes valides                                      | 4 530 763 | 98,99 |        |               |        |        |               |
| Votes blancs et nuls              | Votes blancs et nuls                               | 46 180    | 1,01  |        |               |        |        |               |
| Total                             | Total                                              | 4 576 943 | 100   | 70     | en stagnation | 58     | 128    | 27            |
| Abstentions                       | Abstentions                                        | 2 736 901 | 27,42 |        |               |        |        |               |
| Nombre d'inscrits / participation | Nombre d'inscrits / participation                  | 7 313 844 | 62,58 |        |               |        |        |               |